# Gierałtów (przystanek kolejowy)
Gierałtów – przystanek osobowy w Gierałtowie na Linia kolejowa nr 279 Lubań Śląski – Węgliniec, w powiecie lubańskim, w województwie dolnośląskim, w Polsce.
Od 12 grudnia 2021 przystanek na żądanie.

## Ruch pasażerski
| Rok  | Wymiana pasażerska na dobę |
| ---- | -------------------------- |
| 2017 | 10-19                      |
| 2022 | 10-19                      |